# Replisom
Als Replisom wird in der Biochemie der Komplex aus Primase, Topoisomerase, DNA-Polymerase, Helikase und Einzelstrang-bindenden Proteinen bezeichnet. Diese Gruppe von Proteinen ist an der Replikation der DNA beteiligt.